# John Paul Goode
John Paul Goode (Stewartville, 21 novembre 1862 – 5 agosto 1932) è stato un cartografo statunitense.
Fu uno dei geografi chiave del periodo iniziale della geografia statunitense, dal 1900 al 1940 (McMaster and McMaster 306). Goode nacque a Stewartville, in Minnesota, il 21 novembre 1862. Si laureò presso la University of Minnesota nel 1889 e conseguì il dottorato in Economia presso la University of Pennsylvania nel 1903. Nel corso del 1903 gli fu offerta una posizione come professore nel dipartimento di geografia dell'Università di Chicago (Haas and Ward 241, 243).

## Atlante di Goode

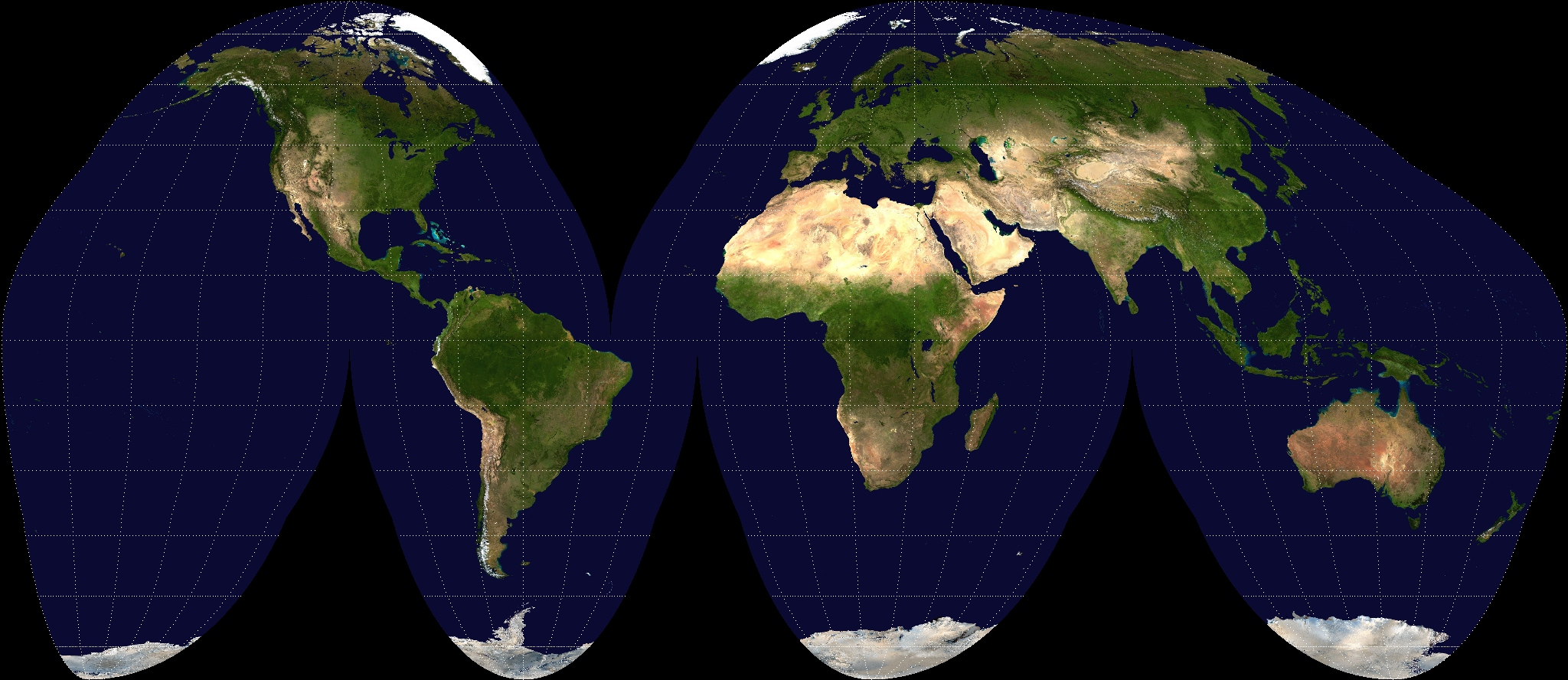
Atlante di Goode

Due dei primi studenti di Goode (Leppard and Espenshade) lo aiutarono a creare l'atlante scolastico di Goode (più tardi denominato Atlante mondiale di Goode), pubblicato per la prima volta nel published in 1923 da Rand McNally. Goode dichiarò che “Ogni pollice quadrato nella mappa rappresenta lo stesso numero di miglia quadrate della superficie terrestre così come ogni altro pollice quadrato della mappa” (cit. “[E]very square inch in the map represents the same number of square miles of the earth's surface as any other square inch in the map”(Schulten p187) ). Talora infatti utilizzò la Goode's Homolesine Equal Area Projection; di esempio citiamo la tavola che riguarda l'Oceano Pacifico, che presenta peraltro enormi distorsioni nella rappresentazione cartografica (es. Australia). L'atlante viene tuttora pubblicato ed è giunto alla ventunesima edizione.
Nel 1928, con una salute cagionevole ed all'età di 66 anni, Goode ebbe un attacco di cuore. Il 5 agosto 1932, John Paul Goode morì all'età di 69 anni(Hass and Ward p246).